# Lanénos

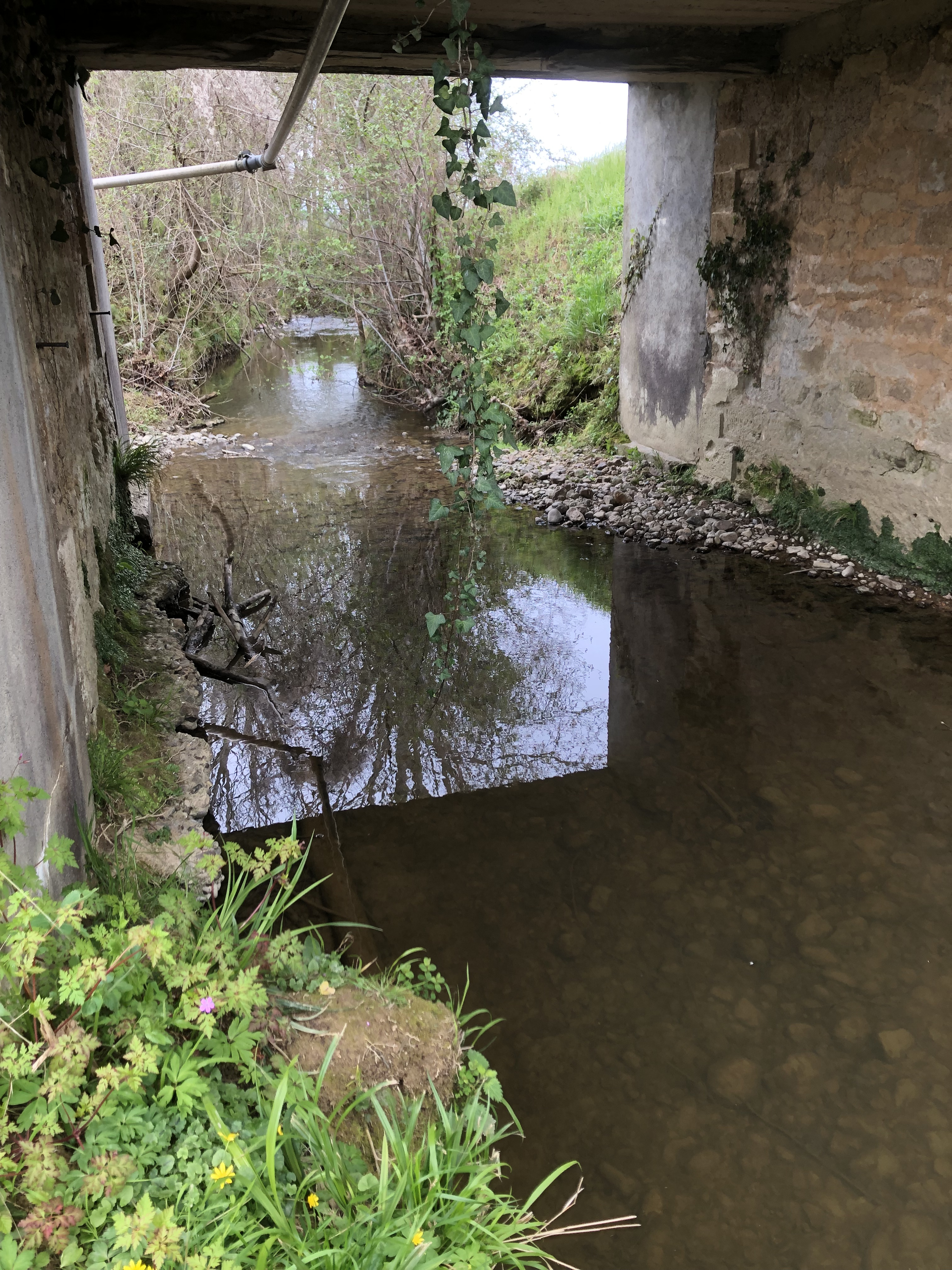

Le ruisseau Lanénos est un cours d'eau qui traverse les départements des Hautes-Pyrénées et du Gers et un affluent gauche de l'Arros dans le bassin versant de l'Adour.

## Hydronymie
Article soudé au nom constant XVII /XVII dans les deux terriers de Saint Sever de Rustan : Laneno(u)s (terrier 1667), jusques alanenos  (1743). 
Dans le terrier de 1747 de Sénac, c’est aussi le nom d’un quartier qui passe d’une forme Lalenos à Lannos puis Lannenos. 
Au XIX, l’enquête Sacaze par les instituteurs donne diverses orthographes : La Nénos (Marseillan) L'Anénos (Sénac), Anénos (Peyrun). 
Dans le cahier de délibération du conseil municipal de Saint Sever de Rustan (délibération IV 1895 114) : dépurgement du ruisseau de l'Anénos. 
Le cadastre actuel ainsi que la carte IGN donne Lanénos/ruisseau de Lanénos.
L’Anenòs ou la Nenòs ?
Il existait un canal de dérivation de l’Anénos creusé au XVIIème sur le territoire de Sénac (comblé au remembrement). Dans le cadastre de Sénac de 1931 (section F ) ce canal est appelé par l’administration « ruisseau du petit Anénos ». 
Or, dans la mémoire collective, ce canal s’appelle bien La Petita Anénos [la pétitané’noh] et non la Petita Nenòs [la pe’tito ne’noh] ou lo Petit Nenòs [lou pe’tit ne’noh]. 
Cette prononciation atteste 1. Le genre féminin par l’article LA 2. L’hydronyme ANENOS et non NENOS par le graphème ‹ a › entre l’adjectif et le nom [la pétitané’noh] et non le graphème ‹ o › [la pe’tito ne’noh].
Enquête orale Saint Sever de Rustan : « L’Anenòs qu’ei l’arriu. Que i avèva d’autes còps la Petita Anenòs [la pétitané’noh], mes adara n’exista pas mes… » « Que vau entà l’Anenòs »
La commune de Saint Sever de Rustan a donc demandé au cadastre et à l’IGN la correction de l’hydronyme en : L’Anenòs.
Etymologie de l’hydronyme.
Hydronyme obscur avec suffixe aquitain OS. Il existe le ruisseau l'Anou à Pouzac. En Béarn, il existe aussi le village d'Anoye dont le nom est expliqué par le latin médiéval noda/noia, variante de nauda = terrain marécageux (noue en français).
On peut voir le suffixe aquitain -OS avec le sens de « domaine de… ».
Le quartier de Sénac appelé Anénos (XVIII) a-t-il donné son nom au cours d’eau ou est-ce le contraire ? Dans le cas où le domaine a donné son nom, on peut penser au domaine antique d’Anenius/Alenius.

## Géographie
D'une longueur de 11,1 kilomètres, il prend sa source sur la commune de Bouilh-Péreuilh (Hautes-Pyrénées), à l'altitude 310 mètres, sous le nom de ruisseau de Barrastana.
Il coule du sud-est vers le nord-ouest et se jette dans l'Arros à Montégut-Arros (Gers), à l'altitude 177 mètres.

### Communes et départements traversés
Dans le département des Hautes-Pyrénées, le Lanénos traverse sept communes et deux cantons, dans le sens amont vers aval : Bouilh-Péreuilh (source), Marseillan, Jacque, Peyrun, Mansan, Saint-Sever-de-Rustan et Sénac.
Il pénètre ensuite dans le département du Gers (canton de Miélan) pour confluer à Montégut-Arros.
Soit en termes de cantons, le Lanénos prend source dans le canton de Pouyastruc, arrose le canton de Rabastens-de-Bigorre et conflue dans le canton de Miélan.

## Affluents
Le Lanénos a huit affluents référencés :
- (G) le ruisseau des Graves ou Lasgraves, 2,3 km sur Bouilh-Péreuilh ;
- (G) le ruisseau du Pied du Bois, 1,8 km sur Bouilh-Péreuilh ;
- (G) le ruisseau de Pépis, 2 km sur Bouilh-Péreuilh et Peyrun ;
- (G) le ruisseau de Mansan, 2,5 km sur Mansan et Peyrun ;
- (G) le ruisseau de Sénac, 2,4 km sur Mansan et Sénac ;
- (G) le ruisseau de Gélabat, 3,1 km sur Sénac ;
- (G) le ruisseau du Hourset, 2,9 km sur Sénac ;
- (G) le ruisseau de Bégole, 2,6 km sur Mingot, Montégut-Arros et Sénac.

Géoportail mentionne un autre tributaire :
- (G) le ruisseau de Larricaudé sur Sénac, qui conflue entre les ruisseaux de Sénac et de Gélabat.

(D) rive droite ; (G) rive gauche.